# Korčulanski Kanal
Korčulanski Kanal är ett sund i Kroatien. Det ligger i den södra delen av landet, 300 km söder om huvudstaden Zagreb.